# 呂号第五十五潜水艦 (2代)
|          |                                                                         |
| 艦歴     |                                                                         |
| 計画     | 昭和17年度計画（マル急計画）                                            |
| 起工     | 1943年8月5日                                                            |
| 進水     | 1944年4月23日                                                           |
| 就役     | 1944年9月30日                                                           |
| その後   | 1945年2月7日ヘッジホッグにより沈没                                      |
| 亡失認定 | 1945年3月1日                                                            |
| 除籍     | 1945年5月10日                                                           |
| 性能諸元 |                                                                         |
| 排水量   | 基準：960トン 常備：1,109トン 水中：1,447トン                           |
| 全長     | 80.50m                                                                  |
| 全幅     | 7.05m                                                                   |
| 吃水     | 4.07m                                                                   |
| 機関     | 艦本式22号10型ディーゼル2基 電動機、2軸 水上：4,200馬力 水中：1,200馬力 |
| 電池     | 1号15型240コ                                                            |
| 速力     | 水上：19.8kt 水中：8.0kt                                                |
| 航続距離 | 水上：16ktで5,000海里 水中：5ktで45海里                                 |
| 燃料     | 重油                                                                    |
| 乗員     | 61名                                                                    |
| 兵装     | 40口径8cm高角砲1門 25mm機銃連装1基2挺 53cm魚雷発射管 艦首4門 魚雷10本   |
| 備考     | 安全潜航深度：80m                                                       |

呂号第五十五潜水艦（ろごうだいごじゅうごせんすいかん）は、日本海軍の潜水艦。呂三十五型潜水艦（中型）の17番艦。初代については呂号第五十五潜水艦 (初代)を参照。

## 艦歴
1942年（昭和17年）の昭和17年度計画（マル急計画）により、1943年（昭和18年）8月5日、三井玉野造船所で起工。1944年（昭和19年）4月23日進水。1944年9月30日に竣工し、二等潜水艦に類別。同日舞鶴鎮守府籍となり、訓練部隊である第六艦隊第11潜水戦隊に編入された。
1945年（昭和20年）1月4日、第34潜水隊に編入。
27日、呂55は呉を出港し、ミンドロ島西方沖に進出。2月2日、ルソン島東方で敵機の攻撃を受けたため哨戒区域への到着が5日遅れるとの報告を最後に消息不明。
アメリカ側記録によると、7日、ルソン島近海でレイテ湾に向かっていた輸送船団を護衛していた米護衛駆逐艦トーマソン(USS Thomason, DE-203)が浮上中の潜水艦をレーダー探知。2330、潜航した潜水艦へヘッジホッグ24発を投下し、潜水艦を撃沈した。これが呂55の最期の瞬間であり、艦長の諏訪幸一郎大尉以下乗員80名全員戦死。沈没地点はルソン島イバ付近、北緯15度27分 東経119度25分 / 北緯15.450度 東経119.417度。
3月1日、フィリピン西方で亡失と認定され、5月10日に除籍された。

## 歴代艦長

### 艤装員長
- 不詳

### 艦長
- 諏訪幸一郎 大尉：1944年9月30日 - 1945年2月7日戦死[1][5]